# Мушковайське сільське поселення
Мушкова́йське сільське поселення (рос. Мушковайсоке сельское поселение) — муніципальне утворення в складі Увинського району Удмуртії, Росія. Адміністративний центр — село Мушковай.
Населення — 684 особи (2015; 778 в 2012, 801 в 2010).
Голова:
- 2008–2012 — Пчельников Геннадій Костянтинович
- 2012-2016 — Давлетшина Людмила Федорівна

## Склад
До складу поселення входять такі населені пункти:
| Населений пункт         | Населення, осіб (2010) | Населення, осіб (2012) |
| ----------------------- | ---------------------- | ---------------------- |
| Дінтем-Вам'я, присілок  | 19                     | 15                     |
| Ітчи-Вам'я, присілок    | 1                      | 1                      |
| Мушковай, село          | 333                    | 336                    |
| Областна, село          | 334                    | 314                    |
| Пужмесь-Тукля, присілок | 114                    | 112                    |

В поселенні діють 2 школи, 2 садочки, 2 бібліотеки, 2 клуби, 3 ФАП. Серед промислових підприємств працює СПК «Перемога».